# Казахское традиционное оружие
Казахское традиционное оружие — условно можно разделить на следующие группы; оружие дальнего боя — Фитильное ружье (Берен мылтық), лук со стрелами и колчаном (садақ); среднего боя — пика, копье (найза); ударно-рубящее — секира (айбалта), дубина (сойыл), булава (шоқпар); рубяще-колтощее — сабля (қылыш, семсер, жекеауыз), кинжал (қанжар). Казахи сами изготавливали основные предметы вооружения. Заготовки древков делали из березы, сосны, тополя, ивы; тетиву — из кишок овцы; наконечники — в основном из железа или костей животных. Ремесленно-металлургические центры по производству оружия в Казахстане были расположены в Присырдариинском регионе (г. Туркестан). Оружие декорировалось гравировкой, инкрустацией, серебром, вставками из цветных камней, чернью, сканью. В 16 в. казахские кузнецы вручную ковали фитильные одно- и двуствольные ружья (мылтық). Для удобства стрельбы с упора изготовлялось деревянное ложе и ножки.